# Arandas (Jalisco)
Arandas is een stad in de Mexicaanse staat Jalisco. De plaats heeft 52.175 inwoners (census 2010) en is de hoofdplaats van de gemeente Arandas.

## Historie
In de precolumbiaanse periode werd Arandas bewoond door Purépecha en Chichimeken. De plaats werd gesticht in 1772 op de plaats van een haciënda en genoemd naar een van de families die de plaats voor het eerst bewoonden. Bronnen van inkomsten zijn de landbouw, de mijnbouw en de suikerwarenindustrie.

## Lokale toponymie
De naam is afgeleid van de oorspronkelijke naam van de bestaande bevolking kreeg in de 17e eeuw: Santa María de Guadalupe de los Aranda, die was afgeleid van de achternaam Aranada, een van de stichtende families; samen met Camarena, Hernández Gamino en Hernández Rull.